# The Blossoms
The Blossoms (Бло́ссомз) — американская женская вокальная группа, основанная в Лос-Анджелесе, Калифорния. В 1960-е годы была высококотирующейся бэк-вокальной группой, которую можно было слышать на множестве хитов известных исполнителей. Тем не менее на наклейки пластинок имя группы не попадало.
В настоящее время группа наиболее известна как настоящий исполнитель хита группы The Crystals «He’s a Rebel», поднявшегося в 1962 году на первую строчку американского национального чарта. Началась история с того, что продюсер Фил Спектор вернулся в Лос-Анджелес с найденной им новой песней, которая, как он считал, станет хитом номер один. Он очень боялся, что кто-то может его опередить и записать её первой, но девушки The Crystals в тот момент находились в Бруклине и из-за боязни полётов прилететь к нему в Лос-Анджелес не захотели. Его партнёр Лестер Стил порекомендовал ему бэк-вокальную группы The Blossoms. The Blossoms (вместе с тенором Бобби Шином) песню записали, но даже представить себе не могли, что та увидит свет под чужим именем.
После успеха «He’s a Rebel» Спектор подписал с Дарлин Райт контракт, но она никогда не знала, под чьим именем та или иная песня будет выпущена. Так, Бобби Шин записывал песни с The Blossoms на бэк-вокале, но пластинки издавались от имени некой группы Bob B. Soxx and the Blue Jeans. И, например, в 1963 году The Blossoms опять записали песню за группу The Crystals, «He’s Sure the Boy I Love» (11 место в США).
Надо сказать, что Фил Спектор попытался сделать звезду и из самой Дарлин Райт (придумав ей псевдоним Дарлин Лав), но под своим именем она была совсем не так успешна (по меркам же Фила Спектора и подавно).
Потом несколькими годами позже (уже не с Филом Спектром, а на лейбле Reprise) и группе целиком удавалось попадать в чарты под собственным названием, но места были также невысокие.

## Состав

### Самый известный состав (прибл. 1964—1974)
- Дарлин Лав (англ. Darlene Love) (1958—1974)
- Фанита Джеймс (англ. Fanita James) (1954—1990, 2000 — наст. время)
- Джин Кинг (англ. Jean King) (1964—1983)

### Все участницы за всё время
- Фанита Джеймс (англ. Fanita James) (1954—1990, 2000 — наст. время)
- Глория Джонс (англ. Gloria Jones) (1954—1962, 2000 — наст. время)
- Аннетт Уильямс (англ. Annette Williams) (1954—1960)
- Нанетт Уильямс (англ. Nanette Williams) (1954—1958)
- Джуэл Коббс (англ. Jewel Cobbs) (1954)
- Пет Ховард (англ. Pat Howard) (1954)
- Дарлин Лав (англ. Darlene Love) (1958—1974)
- Грэйша Ницше (англ. Gracia Nitzsche) (1962—1964)
- Эдна Райт (англ. Edna Wright) (1962—1964)
- Карлин Уиллис (англ. Carolyn Willis) (1962—1964)
- Джин Кинг (англ. Jean King) (1964—1983)

## Фильмография
| Год  | Фильм                 | Роль           |
| ---- | --------------------- | -------------- |
| 2013 | В двух шагах от славы | Бэк-вокалистки |